# Slag bij Jakobs Voorde
De Slag bij Jakobs Voorde vond plaats in 1179. Het conflict tussen de kruisvaarders en Ajjoebiden speelde zich gedurende het hele jaar door af bij Jakobs Voorde, een voorde in de Jordaan. De voorde was een belangrijk knooppunt van handelsroutes en al jarenlang een twistpunt over wie de eigenaars van het grondgebied waren, de moslim- of christenheersers.
Koning Boudewijn liet er een fort bouwen. Saladin zag dit aankomen en vond dat hij wat moest ondernemen. Hij begon het fort te belegeren, en ondertussen ontstond er een race tegen de klok. Zouden de kruisvaarders op tijd komen om hun fort te versterken, of konden de Ajjoebiden het fort voor die tijd afbreken? Het laatste gebeurde; 800 christenen werden omgebracht en 700 werden gevangengenomen.